# Morro do Borel
Morro do Borel är ett berg i Brasilien.   Det ligger i kommunen Rio de Janeiro och delstaten Rio de Janeiro, i den sydöstra delen av landet, 900 km sydost om huvudstaden Brasília. Toppen på Morro do Borel är 320 meter över havet.
Terrängen runt Morro do Borel är kuperad åt sydväst, men åt nordost är den platt.Runt Morro do Borel är det mycket tätbefolkat, med 5 021 invånare per kvadratkilometer.. Närmaste större samhälle är Rio de Janeiro, 6,6 km nordost om Morro do Borel. 
Runt Morro do Borel är det i huvudsak tätbebyggt.